# Musée de l'illustration jeunesse
Le musée de l’illustration jeunesse, dit MIJ, situé à Moulins, a été créé en 2005 par le Conseil général de l'Allier. Il rassemble une collection d'œuvres graphiques originales allant du XIXe siècle à nos jours. Il possède aussi une bibliothèque et un centre de documentation abritant un fonds d’albums (11 500 références fin 2019). Entièrement consacré à l’art de l’image pour enfants, il est l’un des rares lieux en Europe où l’on conserve et expose des illustrations jeunesse. Ce musée a pour missions d’enrichir et de conserver une collection d’illustrations originales et de valoriser et diffuser cet art appliqué auprès du plus grand nombre.
Le musée décerne également le Grand prix de l'illustration depuis 2008.

## Histoire
Situé au cœur historique de la ville de Moulins, le musée de l’illustration jeunesse est installé dans un hôtel particulier inscrit aux monuments historiques : l’hôtel de Mora. Ce bâtiment, édifié en 1750 par la famille Cadier de Veauce a abrité les imprimeries Desrosiers de 1836 à 1858. L’hôtel tient son nom de l’un de ses propriétaires du XIXe siècle, un marquis espagnol en exil, Pascal Moreno de Mora, qui a réalisé les travaux d’aménagement et d’embellissement qui donnent au bâtiment son aspect actuel.
L'hôtel devient propriété du Conseil Général en 1948, qui accueille jusqu'en 1991 la DDAS (Direction Départementale des Affaires Sanitaires et Sociales). Après plusieurs années de travaux, le bâtiment héberge le MIJ, ouvert en 2005.

## Les collections
Dans le fonds du musée, fin 2019, plus de 3 800 planches originales sont conservées, ainsi que 11 500 ouvrages dans le fonds documentaire. 

### Illustrations

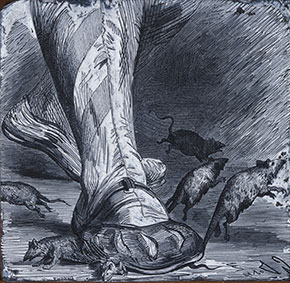
Bois gravé par Louis Dumont sur un dessin de Gustave Doré, vers 1860. Collection du MIJ.

Parmi les 3 800 planches originales conservées, des œuvres postérieures à 1950, qui correspondent à la première politique d’acquisition du musée avec notamment des illustrateurs tels que Gerda Muller, Yvan Pommaux, Nathalie Novi, Kitty Crowther et bien d’autres. Depuis 2011, le musée, tout en poursuivant sa politique d’enrichissement des collections contemporaines, a lancé un nouvel axe d’acquisitions, consacré aux originaux du 19e et du début du 20e siècle : Rodolphe Töpffer, Maurice Boutet de Monvel, Germaine Bouret, Jacqueline Duhême, Gustave Doré...
Le musée acquiert également des donations. En 2010, l'illustratrice d'origine italienne Letizia Galli a donné 2 906 dessins. Parmi les donateurs figurent Claude Lapointe, Gerda Muller, et plus récemment, Georges Lemoine.
Quelques illustrateurs présents dans les collections : Beatrice Alemagna, Éric Battut, l’Abbé Berthaud, Danièle Bour, Germaine Bouret, Bernard Boutet de Monvel, Louis-Maurice Boutet de Monvel, Anne Brouillard, Isabelle Chatellard, Nicole Claveloux, Jean Claverie, Philippe Corentin, Kitty Crowther, Étienne Delessert, Gustave Doré, Jacqueline Duhême, Philippe Dumas, Elzbieta, Claire Forgeot, Natali Fortier, Henri Galeron, Letizia Galli, Alain Gauthier, Jean Geoffroy, Joseph Hemard, Miles Hyman, Élisabeth Ivanovsky, Martin Jarrie, Joëlle Jolivet, Kelek, Lionel Koechlin, Claude Lapointe, Georges Lemoine, Jean-François Martin, Lorenzo Mattotti, Jean-Adrien Mercier, Gerda Muller, Yan Nascimbene, Nathalie Novi, Kveta Pacovska, Pef, François Place, Yvan Pommaux, Jame's Prunier, Benjamin Rabier, Raymond Lambert dit Raylambert, Hélène Riff, Laura Rosano, Maggie Salcedo, Sara, Adrienne Ségur, Grégoire Solotareff, Rodolphe Töpffer, Marcelino Truong, René Vincent, Jozef Wilkon.

### Ouvrages
Parmi les 11 500 ouvrages du fonds du musée, certains sont consultables en accès libre. Le catalogue du fonds est accessible sur le site de la Médiathèque départementale.

## Le parcours du musée
Le rez-de-chaussée propose un parcours ludique consacré à l’histoire de l’illustration jeunesse et de ses techniques... Dans la « boite à histoires », les illustrations défilent au son de l’histoire conté à voix haute et en musique. Une salle de lecture ouverte au public permet de découvrir les ouvrages du fonds. À la fin du parcours, et parce que la création est au cœur de l’établissement, deux ateliers sont à la disposition du  visiteur, l’un traditionnel et l’autre équipé d’écrans tactiles permettant d’illustrer l’histoire de son choix.
Au premier étage, le musée propose des expositions temporaires qui permettent de découvrir l’univers d’un illustrateur ou qui développent certains thèmes de la littérature jeunesse à l’aide d’un parcours thématique.
Toute l’année, le service des publics propose des cours de pratique artistique, des visites guidées, des ateliers, des lectures et des dédicaces, pour les individuels et les scolaires.

## Grand prix de l'illustration
Le musée décerne le Grand prix de l'illustration depuis 2008. Le site du MIJ précise : « Il a pour objet de récompenser un ouvrage dont la singularité esthétique et la force créative sont distinguées par un comité de présélection puis un jury de professionnels. »

### Lauréats

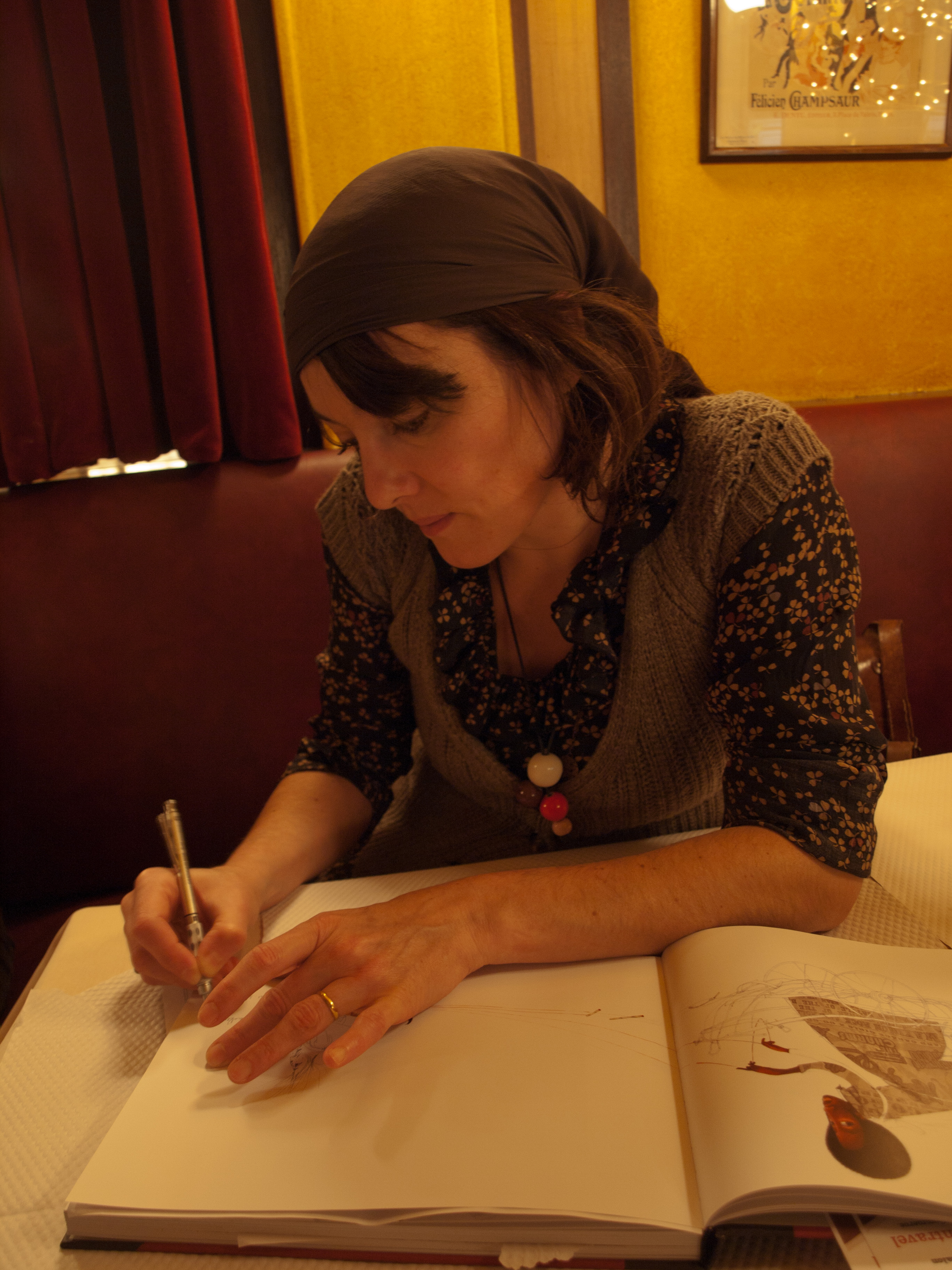
Rébecca Dautremer, lauréate du Grand prix de l'illustration 2019.

- 2008 : Juliette Binet pour Edmond (Autrement jeunesse)
- 2009 : Anne Herbauts pour Moindres petites choses (Casterman)
- 2010 : Régis Lejonc pour Quelles couleurs ! (éditions Thierry Magnier)
- 2011 : Zaü pour Mandela, l'Africain multicolore, sur un texte d'Alain Serres (Rue du monde)
- 2012 : Jean-François Martin pour Les Fables d'Esope (Milan)
- 2013 : May Angeli pour Des oiseaux, sur un texte de Buffon[6] (éditions Thierry Magnier)
- 2014 : Delphine Jacquot pour Les aventures improbables de Peter et Herman (Les Fourmis rouges)
- 2015 : Michel Galvin pour La Vie rêvée[7] (éditions du Rouergue)
- 2016 : Emmanuelle Houdart pour Ma mère (texte de Stéphane Servant) (éditions Thierry Magnier)
- 2017 : Beatrice Alemagna pour Un grand jour de rien[1] (Albin Michel)
- 2018 : Pauline Kalioujny pour Promenons-nous, dans les bois[8]  (éditions Thierry Magnier)
- 2019 : Rébecca Dautremer pour Les Riches Heures de Jacominus Gainsborough[9]  (Sarbacane)
- 2020 : Loren Capelli pour Cap ! (Editions courtes et longues)
- 2021 : Joanna Concejo[10] pour Sénégal, sur un texte d'Artur Scriabin (L'Atelier du poisson soluble)
- 2022 : Isabelle Simler pour Les idées sont de drôles de bestioles[11], éditions Courtes et longues
- 2023 : Laura Bellini pour Encore un jeudi[11], Atelier du poisson soluble.
- 2024 : Marie Mirgaine pour Petit biscuit[12] (texte de Karen Hottois), Albin Michel Jeunesse

## Expositions, et catalogues d'expositions

### Expositions
Le musée de l’illustration jeunesse propose chaque année trois à quatre expositions temporaires : thématiques ou monographiques, consacrées à des illustrateurs français ou étrangers.
- « Elzbieta, Images d'albums » du 8 octobre 2005 au 29 janvier 2006.
- « L'éclat du noir » du 18 février au 11 juin 2006.

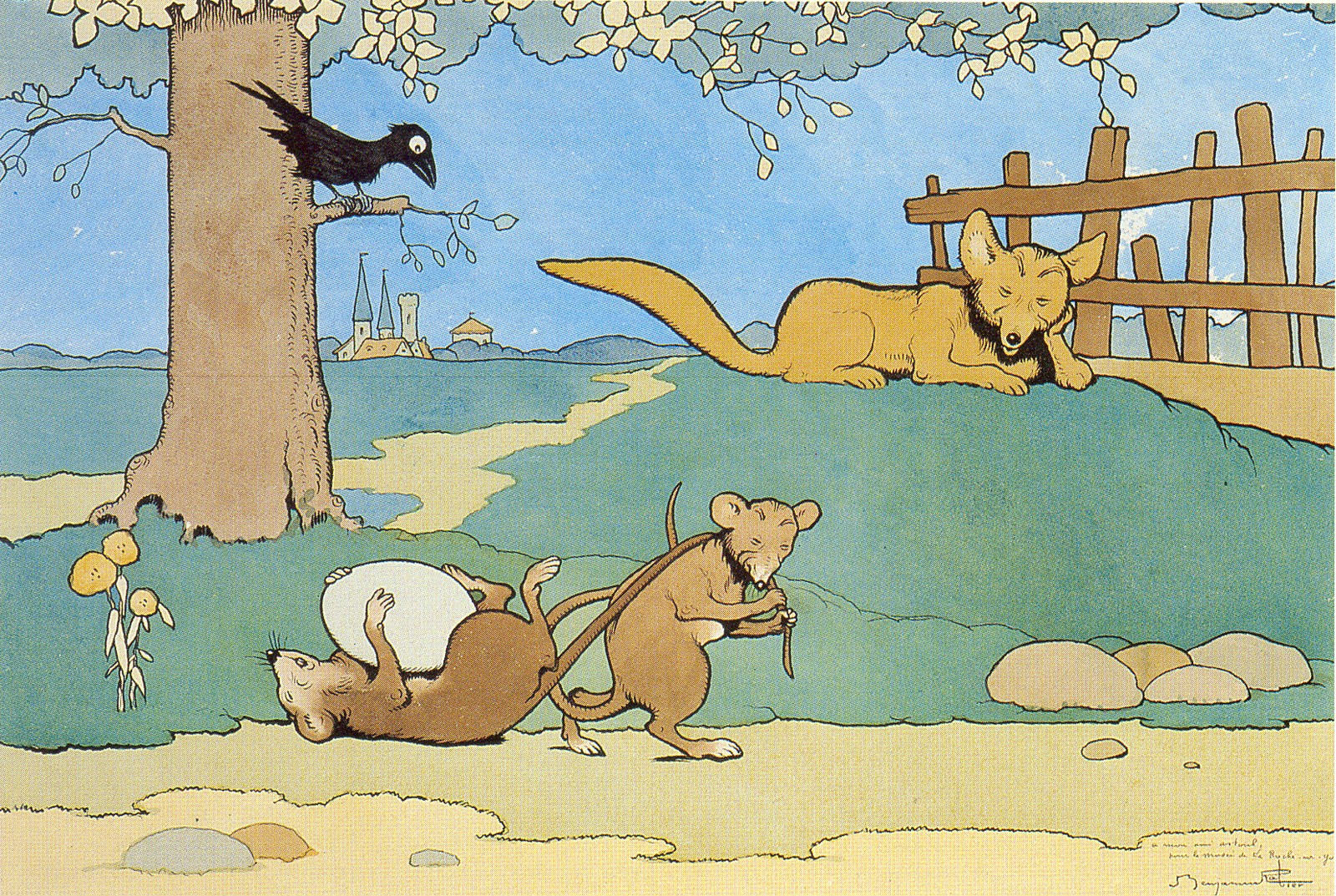
Les deux rats, le renard et l'oeuf, dessin de 1924 de Benjamin Rabier (1864–1939), illustrateur sujet de l'exposition 2014-2015.

- « Invitation au voyage et Au fil de l'eau » du 17 février au 11 juin 2006.
- « Danse avec les couleurs » du 24 juin au 5 novembre 2006.
- « Exposition Jean Claverie » du 18 novembre 2006 au 22 avril 2007.
- « La Palette Terre » du 5 mai au 7 novembre 2007.
- « Images d'Asie » du 24 novembre 2007 au 30 mars 2008.
- « Grégoire Solotareff et son imagier » du 13 avril au 12 octobre 2008.
- « Ah! La lettre... » du 26 octobre 2008 au 23 février 2009.
- « Philippe Dumas, l'esprit français d'un illustrateur » du 22 mars au 31 octobre 2009.
- « Pourquoi grandir ? » du 3 octobre 2009 au 8 mars 2010.
- « L'art russe de l'image pour enfants » du 3 avril au 15 juin 2010.
- « Le Moyen Âge dans l'illustration contemporaine » du 3 juillet au 3 novembre 2010.
- « Les richesses d'une collection » du 3 juillet au 3 novembre 2010.
- « Exposition-anniversaire Talents hauts » du 27 novembre 2010 au 14 mars 2011.
- « Gerda Muller ou la poésie de la réalité » du 9 avril au 18 septembre 2011.
- « Tout va très bien... » du 29 septembre 2011 au 22 janvier 2012.
- « 1829-2010 : Nouvelles acquisitions du mij » du 8 février 2012 au 18 mars 2012.

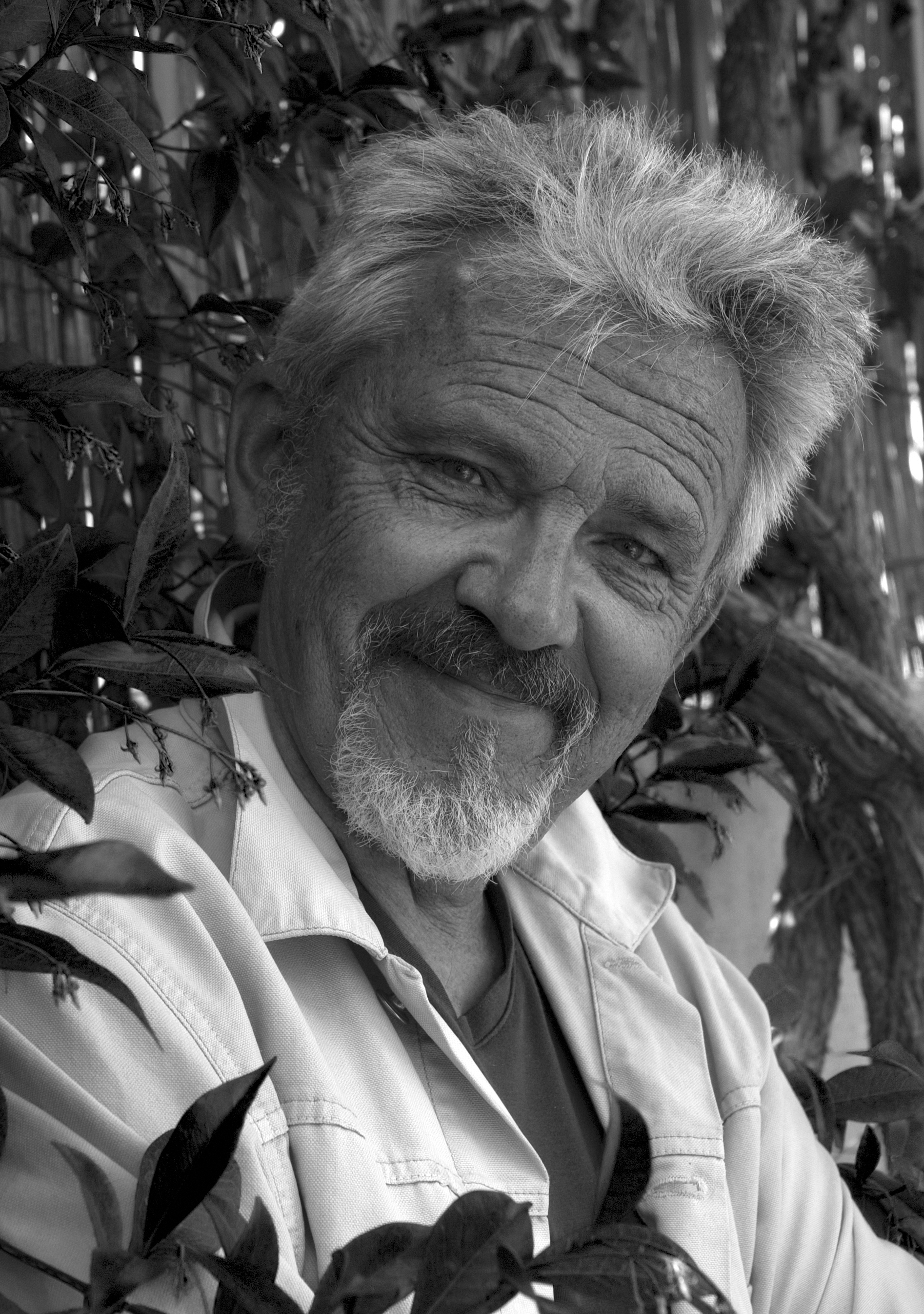
Antonin Louchard, illustrateur sujet de l'exposition « Imagi[n]er » avec Katy Couprie, en 2019-2020.

- « Animalement vôtre » du 5 avril au 16 septembre 2012.
- « Letizia Galli, le dessin en jeu » du 13 octobre 2012 au 20 janvier 2013.
- « Même pas peur ! » du 15 février au 26 mai 2013.
- « Georges Lemoine en enfances » du 11 juin au 15 septembre 2013.
- « Histoires extraordinaires » du 28 septembre 2013 au 12 janvier 2014.
- « POP-UP et autres livres animés » du 8 février au 21 septembre 2014.
- « Benjamin Rabier, il n'y a pas QUE la Vache qui rit » du 11 octobre 2014 au 31 août 2015.
- « J'ai 10 ans », exposition anniversaire du MIJ, 19 septembre 2015 au 3 janvier 2016
- « Eux six »,  autour de la rencontre entre Eric Battut, Cécile Gambini, Fabienne Cinquin, Delphine Perret, Julie Wendling et Laura Guéry, ces  deux dernières, fondatrices du collectif « les Mamouchkas », février 2016 à juin 2016.
- « Le Père Castor, raconte-nous ton histoire »[13], 13 juillet 2016 au 4 janvier 2017
- « Miles Hyman » en 2017
- « Tomi Ungerer »[14], 2017
- « Carll Cneut, exubérances & beauté »[15],[16], juillet 2017 - janvier 2018.
- « Vois... Lis... Voilà ! », Béatrice Poncelet[17],[18], janvier - juin 2018.
- « C’est pas du jeu »[19],[20], l'univers de Djeco (jeu éducatif), juillet 2018 - janvier 2019 « Pour dessiner ses jouets et jeux, Djeco fait appel à de nombreux illustrateurs, artistes reconnus ou talents émergents[19]. ». L'exposition est consacrée aux collections de Djeco et à leurs illustrations : Frédéric Michel-Dalès, à la tête de l'entreprise, a créé un fonds d’illustrations, composé de 200 œuvres[19].
- « Traits animés », 2019
- « Imagi[n]er »[21],[22], Katy Couprie et Antonin Louchard, du 21 septembre 2019 au 2 février 2020.
- « Le Monde de Roland Topor »[23],[24], dans le cadre de la Biennale des illustrateurs, du 21 septembre 2019 au 2 février 2020.